# نیروهای بی‌طرف در طول جنگ جهانی دوم

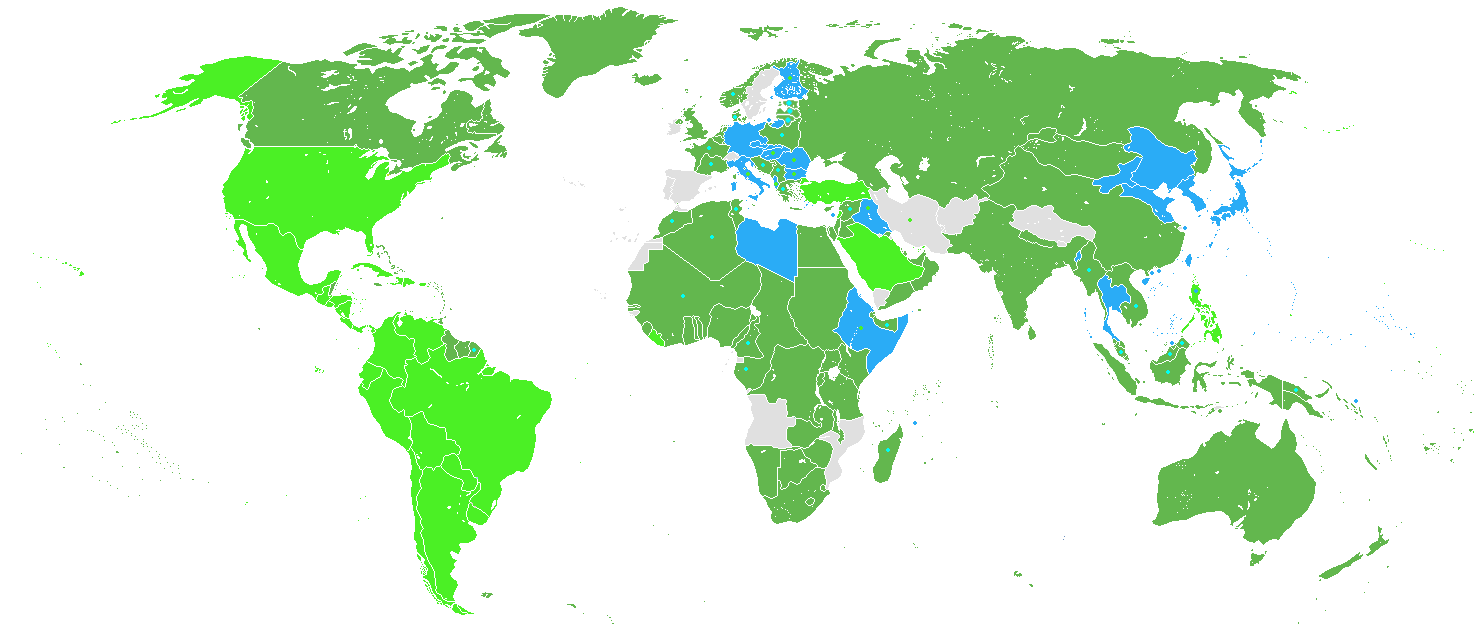
متفقین قبل از حمله به پرل هاربر
متقفینی که پس از حمله به پرل هاربر به آن پیوستند
نیروهای محور
نیروهای بی‌طرف در طول جنگ جهانی دوم

نیروهای بی‌طرف در طول جنگ جهانی دوم (انگلیسی: Neutral powers during World War II) کشورهایی بودند که در طول جنگ جهانی دوم بی‌طرف باقی ماندند. برخی از این کشورها مستعمرات بزرگی در خارج از کشور داشتند یا قدرت اقتصادی زیادی داشتند. اسپانیا به تازگی جنگ داخلی آن را پشت سر گذاشته بود، که در ۱ آوریل ۱۹۳۹ (پنج ماه قبل از تهاجم آلمان به لهستان) پایان یافت - جنگی که چندین کشور را درگیر کرد. کشورهایی که متعاقباً در جنگ جهانی دوم شرکت کردند.
در طول جنگ جهانی دوم، قدرت‌های بی‌طرف به امید اجتناب از حمله، طرف هیچ‌یک از کشورهای درگیر را به‌طور رسمی نگرفتند. با این حال، پرتغال، سوئد و سوئیس همگی به متفقین از طریق ارائه کمک‌هایی «داوطلبانه» به بریتانیا کمک کردند، در حالی که اسپانیا از متفقین به نفع محور دوری کرد و کمک‌های داوطلبانه خود، لشکر آبی را برای آنها فراهم کرد.
ایرلند به‌طور کلی از طرف متفقین مانند ایالات متحده حمایت می‌کرد.
ایالات متحده تا ۸ دسامبر ۱۹۴۱ بی‌طرف ماند، یک روز پس از حمله ژاپن به پرل هاربر.
پیمان لاتران بین ایتالیا و واتیکان، که در سال ۱۹۲۹ امضا شد، ایجاب می‌کرد که پاپ «بی‌طرفی همیشگی در روابط بین‌الملل» را حفظ کند و واتیکان را به یک کشور بی‌طرف تبدیل کرد.
چندین کشور علیرغم تلاش‌هایشان برای بی‌طرفی مورد تهاجم واقع شدند. اینها شامل تهاجم به دانمارک و نروژ در ۹ آوریل ۱۹۴۰—بعد بلژیک، هلند، و لوکزامبورگ در ۱۰ مه ۱۹۴۰. در همان روز، ۱۰ مه ۱۹۴۰، انگلیسی‌ها که قبلاً در آوریل به جزایر فارو حمله کرده بودند، به به ایسلند حمله کردند و یک نیروی اشغالگر تأسیس کردند (متعاقباً جایگزین شدند با ایالات متحده که در آن زمان بی‌طرف بود).
اتحاد جماهیر شوروی به لیتوانی حمله کرد در ۱۵ ژوئن ۱۹۴۰ و لتونی و استونی در ۱۷ ژوئن. در بالکان، جنگ ایتالیا و یونان در ۲۸ اکتبر ۱۹۴۰ آغاز شد و  یوگسلاوی مورد حمله قرار گرفت در آوریل ۱۹۴۱. ایران نیز حمله و اشغال شد توسط بریتانیا و اتحاد جماهیر شوروی در اوت ۱۹۴۱.
همچنین به تاریخ افغانستان، آندورا، گواتمالا، لیختن اشتاین، عربستان سعودی و یمن در این دوره نگاه کنید.